# 童繽毓
童繽毓（英語：Tong Bing Yu，1983年6月14日—），原名童冰玉，馬來西亞演员、歌手、主持人、製作人。
2006年，21岁的她获得凤凰卫视马来西亚中华小姐环球大赛冠军，并代表马来西亚前往瑞士和中国参赛，获得最具文化气质奖。并于2007年成立了煜苗爱心愿慈善基金会，让美姐们能为慈善事业尽一份力。
2008年投身演艺界的她拥有稳健的台风、伶俐的口才，加上漂亮亮眼的外表，令她在演艺界获得不少演出机会。另外，她也凭借自身所散发出来的独特魅力逐渐培养自己在演技方面的实力, 所以在马来西亚、新加坡的影视界都备受力捧，参与马新、中国和香港的电视剧、电影、网剧等演出, 而她出色精湛的演技也广受好评。作为一位全方位艺人，童缤毓也曾担任各项大型晚宴和活动的大会司仪，也在各类综艺资讯节目中当主持，可以见证到资深出彩的主持功力。
2014年童缤毓荣获马来西亚十大杰出青年的殊荣。
多年来，她也致力于慈善事业，赞助世界宣明会分会的“希望之翼”，参与了世界宣明会、儿童组织、华文小学爱华教义演、救灾等项目的筹款。
除此之外，多年来，她也在演艺事业上，获得了最佳女主角，十大最受欢迎女艺人等奖项，在演艺界奠定了阿姐的地位，也成为许多女星的楷模。

## 简介

### 早期经历
2006年，获得凤凰卫视马来西亚中华环球小姐冠军及最具个性小姐和完美肌肤奖。隔年，童缤毓首次参与电视节目主持，与台湾主持人陈鸿，闪耀之星演艺学员丘健纶，以及来自中国江苏广播电视台主播黄晶，共同主持中马江苏电视台旅游节目《Go Go Travel》，介绍两地吃喝玩乐的好去处。
2008年，她参演首部电视剧《幸福满贯》继而加入电视剧与电影演员的行列，进军演艺圈后战绩不俗。在隔年，凭着 《稽查专用》成功当上女主角，并在戏中与歌手林宇中饰演一对情侣，两人的荧幕情侣形象还成功获得了当地观众的喜爱和认同。
2009年，她开始担任海鸥基金与星洲日报联办的《爱华教义演》慈善活动司仪，而她也持续参与了10年，一直到活动因疫情停办为止。

### 进军新加坡
2010年，她凭着电视剧《走进走出》担纲在新加坡的第一个女一号角色，进军新加坡。以新人姿态与新传媒阿哥郑斌辉、戚玉武等视帝飙戏，深获观众认可，更是首部获第17届新加坡红星大奖提名的电视剧，与郑斌辉一同入围最喜爱银幕情侣。童缤毓凭借《走进走出》亮眼的表现，备受力捧，因此加入新传媒私人有限公司成为部头艺员。她迅速引起影视圈的关注，并获得新加坡警察部队特别点名演出《警徽天职》，而后相继接拍了多部新加坡家喻户晓的电视剧，包括与李铭顺、刘子绚合作的《千方百计》。
2010年，她与新加坡艺人李腾一起主持《梦·窑匠》，并在2011年第17届新加坡红星大奖提名最喜爱综艺搭档。
2012年，以台庆剧《追影·筑梦》获得马来西亚第2届金视奖女主角和最受欢迎女演员的提名。
2014年，凭着新传媒台庆剧《信约：唐山到南洋》里的白明珠一角成功入围第20届新加坡红星大奖的最佳女主角提名，并获得了她的第一个个人演艺奖项——十大最受欢迎女艺人奖；同年，获得马来西亚第3届金视奖五大最受欢迎女艺人奖，使得童缤毓成为新马两地女艺人中唯一一位双料人气大奖得主。
另外，当年她也获选2014年马来西亚十大杰出青年,同时也是McMillan Woods Global Awards 2014年度杰出女艺人奖得主。
而她在2017年《最强岳母》里演出的“小三”引起观众责骂的同时，表现也引发热烈讨论。当年新加坡红星大奖入围名单公布后，媒体和观众都称她是最大“遗珠”。

### 踏足舞台剧和大荧幕，进入中国影视
除了电视剧外，童缤毓也也在2015年踏足舞台剧，参与了著名舞台剧《我和春天有个约会》大马版的演出，饰演凤萍一角。而在2011年，她也客串了舞台剧《杜鹃花的黎明》。同年，她也跨到了电影界，拍摄了两部电影；《结婚那件事》，也让她有机会与本地艺人阿牛陈庆祥和香港演员江若琳合作。同年参演电影《大英雄·小男人》与李国煌，杨雁雁一起演出。
之后更是参与中国网络电影《王者联盟》，饰演乐芙兰一角，与江若琳，安圣浩，邹兆龙一起演出；正式宣告将工作重心逐步向中国市场转移，成为湖南卫视旗下北京快乐京林文化传播有限公司艺人。

### 参与幕后当上制片
2015年，童缤毓为香港电影《潜龙狙击3D》首次参与幕后工作，担任行政制片人。
2016年，她的身份更获得大大的跃升,为由湖南广播电视台电视剧频道和马来西亚梦工厂联合出品，中国首部青春正能量医疗剧《污脱帮》身兼制作人与主演两职为个人事业再添里程碑。
2018年，她主演马来西亚中国两地合作的电影，同时也为此电影唱了同名主题曲《双生》；以一人分饰两角精湛的演技荣获第14届中美电影节最具突破女演员，更是在2020年成为墨尔本独立电影节影后，这也是她首部摘下最佳女主角的作品。
2019年，童缤毓在马来西亚创立了名望文化影业集团，从演员跃升为制片人，迈向影视大亨之路。以《置生死于度外》制片人身份展开与中国影视合作。在过去的6年里，童缤毓带领了公司作战略转型，通过与中国的合作实现增长。

## 影视作品

### 电视剧
| 首映   | 频道                       | 戏名              | 角色   | 合作演员 | 备注                   | 国家         |
| 2008年 | ntv7 新传媒                | 幸福满贯          | 白素真 | 刘铨盛，郭淑贤，吕爱琼、绰琦 | 女配角                 | 马来西亚     |
| 2009年 | ntv7 新传媒                | 快乐一家          | 张婉琴 | 叶良财，蔡河立，陈美君，洪乙心，朱咪咪 | 第二女主角             | 马来西亚     |
| 2009年 | ntv7 新传媒                | 美食厨师男        | Honey  | 谢佳剑，江伟翰，刘子绚，沈炜竣、王爱玲，罗忆诗                                                                                               | 女配角                 | 马来西亚     |
| 2009年 | 八度空间                   | 稽查专用          | 骆安妮 | 林宇中，何志建，陈峰 | 第一女主角             | 马来西亚     |
| 2010年 | ntv7 新传媒                | 星光灿烂          | 陈波莉 | 陈凤玲、龚慈恩、辛伟廉、庄惟翔 | 第三女主角             | 马来西亚     |
| 2010年 | ntv7 新传媒                | 血蝴蝶            | 赵语恬 | 绰琦，章缜翔，林佩琦，黄启铭 | 第二女主角             | 马来西亚     |
| 2010年 | ntv7                       | 炭乡              | 玄惠   | 许亮宇、吴天瑜、李铭忠、杨威文、谢佳见 | 客串主演               | 马来西亚     |
| 2010年 | 新传媒                     | 走进走出          | 黄舒雅 | 郑斌辉、戚玉武、郭蕙雯、姚彣隆 | 第一女主角             | 新加坡       |
| 2010年 | 八度空间                   | 声空感应2         | -      | 张智成、谢佳见、罗忆诗、李铭忠、李承运、王冠逸                                                                                               | 单元女主角             | 马来西亚     |
| 2011年 | 八度空间                   | 追影·筑梦         | 张金娇 | 许亮宇、王冠逸、楊雁雁、林一心、徐慧華 | 第一女主角             | 马来西亚     |
| 2011年 | 新传媒                     | 正义武馆          | 龙婉怡 | 黄俊雄、瑞恩、郑各评、陈邦鋆、蔡琦慧 |                        | 新加坡       |
| 2011年 | 新传媒                     | 警徽天职          | 章岑琳 | 郑斌辉、戚玉武、白薇秀、黄俊雄、李美玲 | 第二女主角             | 新加坡       |
| 2011年 | 八度空间                   | 稽查专用2         | 骆安妮 | 林宇中，何志建，陈峰，许亮宇 | 第一女主角             | 马来西亚     |
| 2012年 | 新传媒                     | 庭外和解          | 卓慧琪 | 陈泓宇、林佩琦、苏盈之、金沛晟 | 第一女主角             | 新加坡       |
| 2012年 | 新传媒                     | 千方百计          | 郭可丽 | 李铭顺、刘子绚、郑秀珍、陈泓宇、章缜翔 | 第三女主角             | 新加坡       |
| 2012年 | ntv7                       | 半边天            | 苏洁莹 | 吳天瑜、李铭忠、释福如、吕爱琼 | 第二女主角             | 马来西亚     |
| 2013年 | 新传媒                     | 96°C 咖啡         | 徐洛琳 | 郑斌辉、陈洞江、陈欣淇、陈罗密欧、方伟杰 | 第二女主角             | 新加坡       |
| 2013年 | 新传媒                     | 信约：唐山到南洋  | 白明珠 | 李南星、黄俊雄、方展发、陈洞江、白薇秀、欧萱                                                                                                 | 第三女主角             | 新加坡       |
| 2014年 | 新传媒                     | Missy 先生        | 方依婷 | 王沺裁、曹国辉、向云、谢俊峰、有懿 | 第一女主角             | 新加坡       |
| 2014年 | TVB                        | 爱情来的时候      | Angel  | 佘诗曼、马国明、陆永、李伯恩、纪哲恩 | 女配角                 | 香港         |
| 2014年 | 新传媒                     | 信约：动荡的年代  | 白明珠 | 李南星、陈洞江、白薇秀、欧萱、陈罗密欧、陈邦鋆、陈凤玲                                                                                       | 特别客串               | 新加坡       |
| 2015年 | 新传媒                     | 百岁大吉          | 林世慧 | 陈莉萍、钟琴、陈罗密欧、曹国辉、蔡琦慧 | 第三女主角             | 新加坡       |
| 2015年 | ntv7                       | 假面              | 林思薇 | 庄仲维、吴俐璇、吴维彬、吕爱琼 | 单元女主角             | 马来西亚     |
| 2016年 | 新传媒                     | 钱来运转          | 罗舒萍 | 朱厚任、王沺裁、钟琴、姚彣隆、马艺瑄 | 第一女主角             | 新加坡       |
| 2016年 | 新传媒                     | 爱要怎么说        | 梁乐宁 | 方展发、曹国辉、蔡琦慧、张耀栋、包勋评、胡佳琪                                                                                               | 第一女主角             | 新加坡       |
| 2016年 | 新传媒                     | 富贵平安          | 黄子珊 | 张为、向云、李心钰、姚懿珊、李美玲、陈欣淇、黄怡灵、陈泂江、陈建彬、林梅娇、包勋评、徐鸣杰、曾诗梅、胡佳琪、陈罗密欧、朱厚任、杨志龙、曹国辉 | 女主角之一             | 新加坡       |
| 2016年 |                            | 污脱帮            | 杜霜   | 高广泽、王萌黎、魏巍、孙骁潇、赵玉倩 | 制作人（兼第二女主角） | 中国大陆     |
| 2017年 | 新传媒                     | 最強岳母          | 周可恩 | 陈莉萍、林梅娇、蔡琦慧、王沺裁、徐鸣杰、罗美仪、苏梽诚                                                                                       | 三大女主角之一         | 新加坡       |
| 2018年 | 新传媒                     | 天之骄子          | 苏伶俐 | 黄俊雄、张耀栋、唐崧瑞、谢宛谕、姚懿珊、谢韵仪                                                                                               | 第一女主角             | 新加坡       |
| 2019年 | 江苏卫视 芒果TV            | 海洋之城          |        | 张翰 、王丽坤、王冠逸 | 单元女主角之一         | 中国大陆     |
| 2019年 | 腾讯视频                   | 倚天屠龙記        | 辉月使 | 曾舜晞、陈钰琪、祝绪丹、许雅婷、曹曦月、孙丹丹、钟祺                                                                                         | 客串辉月史一角         | 中国大陆     |
| 2021年 | 爱奇艺                     | 灵魂摆渡·南洋传说 | 白晓雪 | 戚玉武、王冠逸、金凯德 | 单元女主角             | 爱奇艺海外版 |
| 2022年 | 騰訊視頻、愛奇藝、無綫電視 | 女法醫JD          | 孫誼   | |                        |              |

### 电影
| 首映   | 戏名                | 角色      | 合作演员                                                           | 备注       | 国家     |
| 2012年 | 大英雄·小男人       | 小菊      | 李国煌，杨雁雁，黄明志、李铭忠、冯推守                             | 第二女主角 | 马来西亚 |
| 2012年 | 结婚那件事          | Pat       | 陈庆祥、江若琳、惠英红、陈泓宇、陈建彬                             | 女配角     | 马来西亚 |
| 2012年 | 金童玉女            | Miss Woo  | 贺军翔、谢宛谕、叶良财、黄俊淇                                     | 第二女主角 | 马来西亚 |
| 2013年 | 爆3俏娇娃           | 诸葛      | 周秀娜、余晓彤、卢颂之、杜恒霖、林佩琦                             | 反派女主角 | 香港     |
| 2014年 | 王者联盟 (网络电影) | 乐芙兰    | 江若琳、安圣浩、邹兆龙、梁小龙、乔杉、苑琼丹、矢野浩二、隋凯、班杰 | 反派女二号 | 中国大陆 |
| 2015年 | 冷月刀              | 常秋嫣    | 马希尧, 罗金耀，达坡玛吉                                           | 第一女主角 | 中国大陆 |
| 2016年 | 不速之客            | 刘雯      | 黎明、韩彩英、耿乐、祝延平、于娜、大宝哥、袁冰妍                   | 客串       | 中国大陆 |
| 2016年 | 辣警霸王花          | 何佩思    | 岑丽香、郑欣宜、李元玲、蔡洁、袁紫侨、王若伊                       | 女主角之一 | 香港     |
| 2018年 | 双生                | 陈寂/陈默 | 孙耀威、朱亚英、尹燕滨、陈淑芳                                     | 第一女主角 | 马中     |
| 2019年 | 妈妈好              |           | 余丽莎、林奕廷、龙子、小薇薇、卢继杰                               | 客串       | 马来西亚 |
| 待上映 | 枪口下              | 易小玲    | 廖子妤、张逸郎、张耀栋、罗兰                                       | 第一女主角 | 香港     |
| 待上映 | JanGo               | Cody      | 张耀栋、Khir Rahman、Joey Daud                                     | 第一女主角 | 马来西亚 |
| 待上映 | 降                  |           | 三上悠亚                                                           | 第二女主角 | 马来西亚 |

## 舞台剧
- 我和春天有个约会 大马版
- 杜鹃花的黎明

## 主持作品
- 988 DJ（乐活星期天）
- 江苏电视台Go Go Travel（旅游节目）
- 粉红世界（资讯节目）
- 家娱频道 （模特儿大赛）
- 中秋特辑
- Hit Hot Song 2
- 梦·窑匠 Dream Potters
- 爱华教义演

## 音乐作品
- 《不要骗小孩》单曲 EP Single 与阿弟合唱
- 《筑梦》电视剧《追影·筑梦》原声大碟 与许亮宇合唱
- 《我们都一样》 电视剧《追影·筑梦》原声大碟 与王冠逸和许亮宇合唱
- 《杜鹃花的黎明》歌舞剧主题曲《杜鹃花的黎明》与黄得伟合唱
- 《双生》电影同名主题曲

## 奖项/荣誉
| 年份   | 颁奖典礼                           | 奖项                                                  | 影片作品             | 结果 | 备注   |
| ------ | ---------------------------------- | ----------------------------------------------------- | -------------------- | ---- | ------ |
| 2006年 | 凤凰卫视马来西亚中华环球小姐       | 冠军、最具个性小姐、完美肌肤奖                        |                      | 獲獎 |        |
| 2007年 | 凤凰卫视中华环球大赛（国际总决赛） | 最具文化气质奖                                        |                      | 獲獎 |        |
| 2010年 | 《女友》Walk of Style型人          | 十大最佳着装奖                                        |                      | 獲獎 |        |
| 2011年 | 第17届新加坡红星大奖               | 最喜爱银幕情侣                                        | 《走进走出》         | 提名 |        |
| 2011年 | 第17届新加坡红星大奖               | 最喜爱综艺搭档                                        | 《梦·窑匠》          | 提名 |        |
| 2012年 | 第2届金视奖                        | 最受欢迎女演员                                        |                      | 提名 | [ 21 ] |
| 2012年 | 第2届金视奖                        | 最佳女主角                                            | 《追影·筑梦》        | 提名 |        |
| 2014年 | 第3届金视奖                        | 五大最受欢迎女艺人                                    |                      | 獲獎 |        |
| 2014年 | 第3届金视奖                        | 最佳女主角                                            | 《半边天》           | 提名 |        |
| 2014年 | McMillan Woods Global Awards       | 年度杰出女艺人大奖                                    |                      | 獲獎 | [ 5 ]  |
| 2014年 | 第20届新加坡红星大奖               | 十大最受欢迎女艺人                                    |                      | 獲獎 | [ 22 ] |
| 2014年 | 第20届新加坡红星大奖               | 区域最受欢迎新传媒艺人（马来西亚）                    |                      | 提名 |        |
| 2014年 | 第20届新加坡红星大奖               | 最佳女主角                                            | 《信约：唐山到南洋》 | 提名 |        |
| 2014年 | 马来西亚国际青年商会               | 马来西亚十大杰出青年 - 儿童、世界和平和人权方面的贡献 |                      | 獲獎 | [ 1 ]  |
| 2015年 | 韩国时尚颁奖礼 (Asia Model Awards) | 亚洲区域性模范明星大奖                                |                      | 獲獎 | [ 23 ] |
| 2015年 | 第21届新加坡红星大奖               | 十大最受欢迎女艺人                                    |                      | 提名 |        |
| 2015年 | 第21届新加坡红星大奖               | 区域最受欢迎新传媒艺人（马来西亚）                    |                      | 提名 |        |
| 2016年 | 第22届新加坡红星大奖               | 十大最受欢迎女艺人                                    |                      | 提名 |        |
| 2017年 | 第23届新加坡红星大奖               | 十大最受欢迎女艺人                                    |                      | 獲獎 |        |
| 2018年 | 第14届中美电影节                   | 最具突破女演员                                        | 《双生》             | 獲獎 | [ 7 ]  |
| 2019年 | 东盟商业协会                       | ASEAN Top Social Media Influencer Award               |                      | 獲獎 |        |
| 2020年 | 墨尔本电影节                       | 最佳女主角                                            | 《双生》             | 獲獎 | [ 8 ]  |
| 2021年 | 马来西亚时尚模特儿与选美赛         | 年度杰出女演员                                        |                      | 獲獎 | [ 24 ] |

## 外部連結
- 童繽毓的Facebook專頁 （页面存档备份，存于）
- 童繽毓的Instagram帳戶（页面存档备份，存于）
- 童繽毓的新浪微博（页面存档备份，存于）
- 童冰玉在xinmsn Entertainment的简介
- 童繽毓在互联网电影资料库（IMDb）上的資料（英文）
- 童繽毓在香港影庫上的簡介 （页面存档备份，存于）
- 童繽毓在时光网上的簡介（简体中文）
- 童繽毓在豆瓣上的资料（简体中文）